# Acta Crystallographica
Acta Crystallographica es el nombre de una familia de revistas científicas, con artículos revisados por expertos sobre cristalografía, publicado por la Unión Internacional de Cristalografía . La revista fue fundada en 1948 como una sola revista llamada Acta Crystallographica(ISSN: 0365-110X) En 1967 la revista se divide en Section A y Section B, mientras la Section C se añadió en 1983, y la Section D se añadió en 1993 La Section E fue introducida en 2001, y la Section F, en 2005.

## Revistas

### Acta Crystallographica Section A: Foundations of Crystallography
Acta Crystallographica Section A: Foundations of Crystallography cubre aspectos teóricos y fundamentales de la estructura de la materia. Los resúmenes de la revista están indexados en diversas bases de datos bibliográficas científicas y motores de búsqueda, como Biological Abstracts, Current Chemical Reactions Database, Chemistry Citation Index, Chemical Abstracts, INSPEC, ISI Chemistry Reaction Center, Medline, Science Citation Index, y Scopus. Después de que Acta Crystallographica fuese dividida en secciones, en 1967, la sección A  fue llamada Acta Crystallographica. Section A: Crystal Physics, Diffraction, Theoretical and General Crystallography, publicada en Dinamarca (ISSN 0567-7394  0567-7394). Sin embargo, el nombre de la revista y el ISSN volvió a cambiar en 1982 a su estado actual. En 2000,Acta Crystallographica Section A pasó a tener presentación electrónica y acceso mediante suscripción en línea.

### Acta Crystallographica Section B: Structural Science
Acta Crystallographica Section B: Structural Science cubre temas de química estructural y física del estado sólido en los que la estructura es el principal objetivo del trabajo presentado.

### Acta Crystallographica Section C: Crystal Structure Communications
Acta Crystallographica Section C: Crystal Structure Communications cubre las nuevas y desafiantes estructuras moleculares y cristalinas, de interés en diversos campos de la química, la bioquímica, la mineralogía, la farmacología, la física y la ciencia de los materiales.

### Acta Crystallographica Section D: Biological Crystallography
Acta Crystallographica Section D: Biological Crystallography cubre cualquier aspecto de la biología estructural, con un énfasis particular en las estructuras de las macromoléculas biológicas y los métodos utilizados para determinarlas.

### Acta Crystallographica Section E: Structure Reports Online
Acta Crystallographica Section E: Structure Reports Online  es una revista de acceso abierto destinada a la publicación simple y de fácil acceso para el creciente número de determinaciones de estructuras cristalinas de compuestos inorgánicos, compuestos orgometálicos y compuestos orgánicos.  Después de la inclusión de la sección C en el sitio web Crystallography Journals Online, la Section E fue lanzada en 2001 como "la elección natural cuando deben publicarse estructuras sencillas, por lo general con menos discusión detallada de los resultados (una sección de comentarios es recomendable, pero no es obligatoria) lo que sí sería conveniente en la Sección C. La revista ha sido descrita como una mega-revista publicada por la Unión Internacional de Cristalografía, que difumina la distinción entre una base de datos y una revista.

### Acta Crystallographica Section F: Structural Biology and Crystallization Communications
Acta Crystallographica Section F: Structural Biology and Crystallization Communications  es una revista electrónica que pretende ser la ubicación para comunicaciones breves sobre cristalización y estructura de macromoléculas biológicas. La revista se hizo popular rápidamente, y en su primer año fueron publicados 12 números e incluidos más de 300 artículos y unas 1100 páginas.